# Индийские слоны
Индийские слоны, или азиатские слоны (лат. Elephas) — род млекопитающих семейства слоновых отряда хоботных. От африканских слонов отличаются меньшими размерами, одним хватательным отростком на конце хобота и двумя наростами (шишками) на лбу (у африканских слонов два хватательных отростка и один нарост на лбу). Рост 2,5-3,5 метра, масса достигает 5,5 тонн, длина туловища от 5 до 6,4 метров. Длина бивней — 1—1,5 метра (у самок слабо развиты или отсутствуют). Легко приручаются и поддаются обучению. Используются как рабочие и транспортные домашние животные. Например, на лесозаготовках могут переносить брёвна и пиломатериалы и загружать их в баржи. Принимают участие в охоте и храмовых церемониях.
Включает один современный и 7 ископаемых видов.
- Elephas maximus
- † Elephas beyeri
- † Elephas celebensis
- † Elephas ekorensis
- † Elephas hysudricus
- † Elephas hysudrindicus
- † Elephas iolensis
- † Elephas platycephalus